# KZ-Außenlager Flößberg
Das KZ-Außenlager Flößberg war von November 1944 bis April 1945 ein Außenlager des Konzentrationslagers Buchenwald. Es war eines von insgesamt sieben Außenlagern, die im Auftrag der Leipziger Rüstungsfirma Hugo-Schneider-Aktiengesellschaft (HASAG) errichtet wurden. Flößberg liegt circa 40 Kilometer von Leipzig entfernt und ist ein Ortsteil von Frohburg in Landkreis Leipzig.

## Geschichte
Ende November 1944 wurde in Flößberg mit der Errichtung eines Außenlagers des KZ Buchenwald begonnen. Zunächst begannen Firmenangehörige und zivile Zwangsarbeiter Baracken und Umzäunungen in einem zum Ort gehörenden Waldstück zu errichten. Am 28. Dezember 1944 trafen 150 jüdische Häftlinge aus dem Konzentrationslager Buchenwald ein. In der folgenden Zeit nahm die Anzahl der Häftlinge stark zu. Der Höhepunkt wurde im Februar 1945 mit 1.450 Häftlingen erreicht.
Zunächst errichteten die Häftlinge Produktionsstätten für die Rüstungsfirma HASAG, die hier Panzerfäuste herstellen wollte. Dazu zählte neben der Errichtung von Fabrikationshallen, Lagerräumen und Wohnbaracken auch das Anlegen von Gleisen. Am 5. März 1945 zerstörte ein alliierter Fliegerangriff die Produktionsstätten. Bis heute ist unklar, ob es vor der Zerstörung überhaupt zur Produktion von Panzerfäusten gekommen ist.
Die Häftlinge wurden auch außerhalb des Lagers für Arbeiten eingesetzt, unter anderem zum Entschärfen von Bomben nach Fliegerangriffen oder bei Räumungsarbeiten an beschädigten Gebäuden.
Am 13. April 1945 wurde das Außenlager geschlossen. SS-Obersturmführer Wolfgang Plaul war Leiter aller von der HASAG betriebenen Buchenwalder Außenlager. Kommandoführer im Außenlager Flößberg war bis Februar 1945 SS-Oberscharführer Strese und danach SS-Oberscharführer Lütscher.

## Die Opfer
Insgesamt haben 1.904 Menschen das KZ-Außenlager Flößberg durchlaufen. Das Lager wurde von der SS als jüdisches Außenkommando geführt. Es waren vor allem jüdische Männer aus Ungarn und Polen, die im Lager inhaftiert waren. Die Häftlinge waren im Schnitt zwischen 25 und 35 Jahren alt. Im Lager sind mindestens 235 Menschen ums Leben gekommen. Zunächst wurden die Lagertoten nach Leipzig, dann nach Buchenwald zur Einäscherung gebracht. Ab März 1945 wurden die Toten in Massengräbern im umliegenden Flößberger Wald vergraben. Nach Ende des Krieges wurde ein Teil der Toten durch die US-Militärregierung auf einen Friedhof in das nahegelegene Borna umgebettet.

## Gedenken

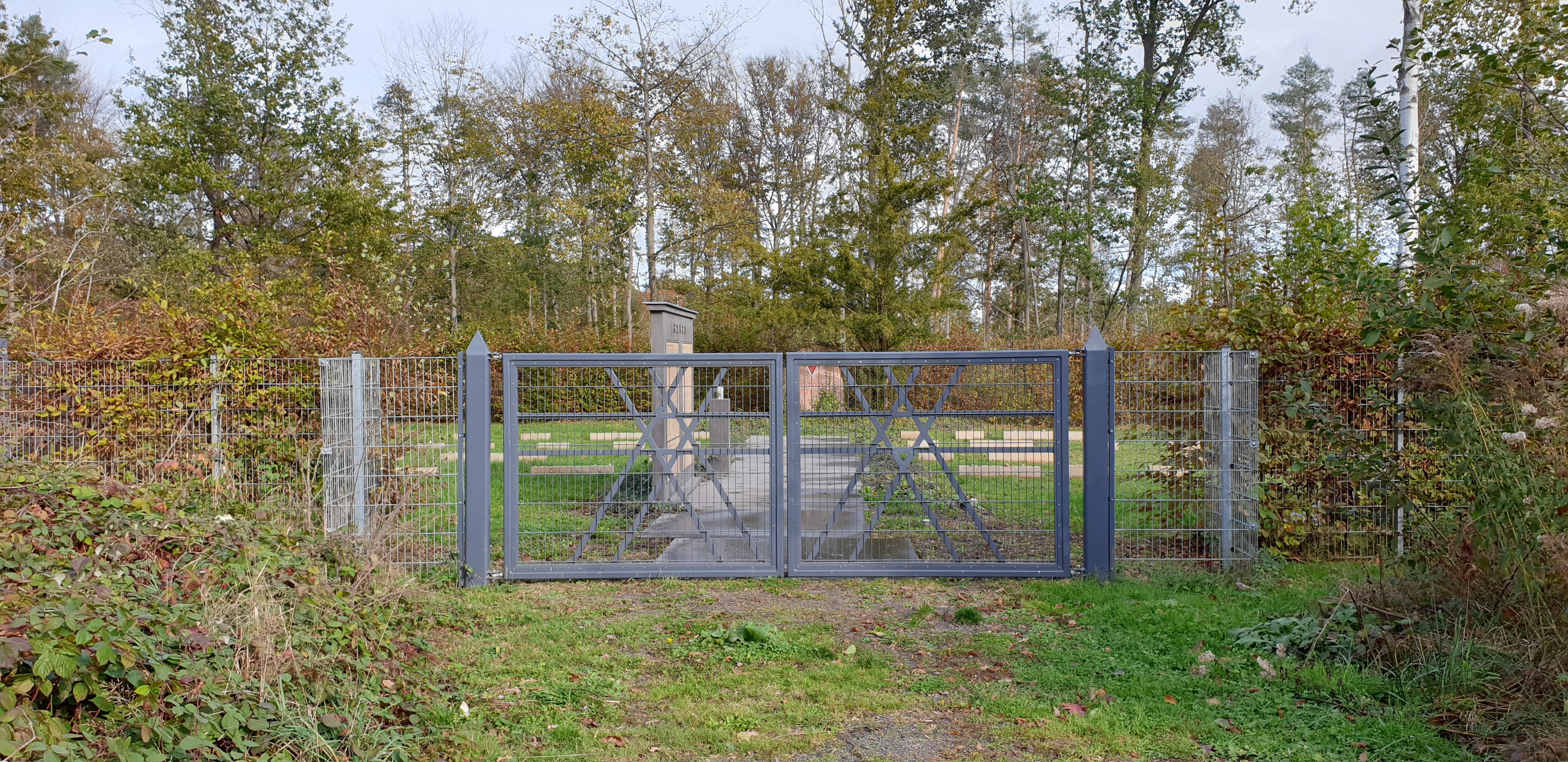
Häftlingsfriedhof KZ Außenlager Flößberg

In den 1950er Jahren wurde am Ort des ehemaligen Außenlagers ein Gedenkstein mit der Inschrift „Die Toten Mahnen“ errichtet. In den Stein ist ein rotes Dreieck zur Kennzeichnung politischer Gefangener in Konzentrationslagern mit den Buchstaben VVN darüber eingraviert. Diese Angabe ist jedoch irreführend, da vor allem jüdische Häftlinge hier eingesperrt waren.
Seit 2005 arbeitet eine Bürgerinitiative, seit 2007 dann die Geschichtswerkstatt Flößberg e.V. an einer Aufarbeitung der Lagergeschichte sowie an der Umsetzung eines neuen Gedenkortes.

Nach einem Vorschlag der Landesdirektion Chemnitz sollen die noch auf dem ehemaligen Lagergelände begrabenen Häftlinge nach Borna umgebettet werden. Sowohl der Landesverband Sachsen der Jüdischen Gemeinden als auch der Zentralrat der Juden in Deutschland lehnen diesen Vorschlag ab.

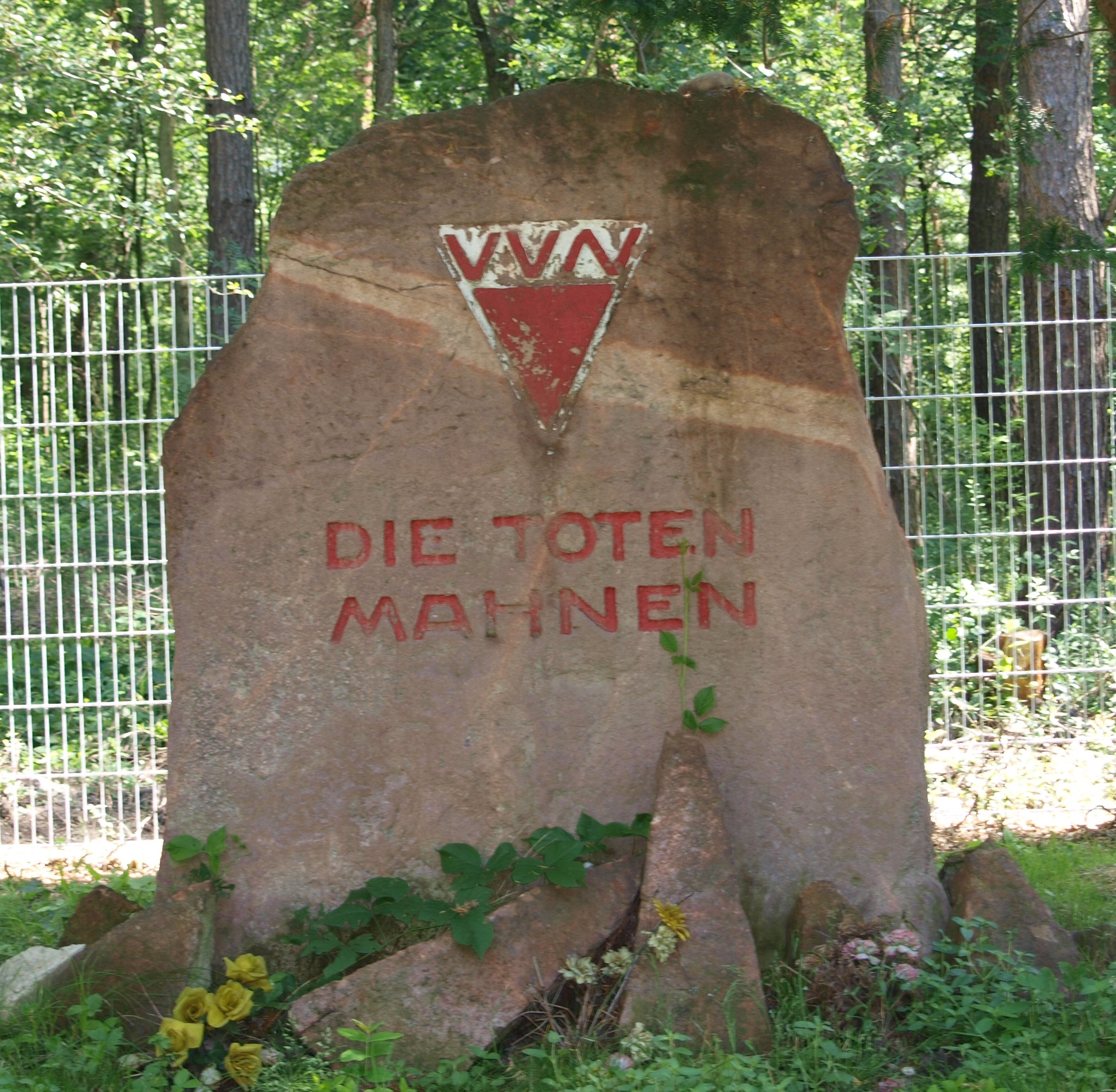
Mahnmal mit Aufschrift „Die Toten mahnen“